# Покушение на преступление
Покушение на преступление — деяния лица, непосредственно направленные на совершение преступления, но не доведённые до конца по не зависящим от этого лица обстоятельствам.

## Понятие покушения на преступление
В большинстве уголовно-правовых систем стран мира покушение на преступление, в соответствии с воззрениями классической школы уголовного права, трактуется как начало исполнения состава преступления. Статья 121 (5) УК Франции 1993 года устанавливает: «Покушение на преступление образуется, если, проявившись началом исполнения, оно не было приостановлено или если оно не имело последствий лишь по обстоятельствам, не зависящим от воли его исполнителя». Болгарский УК определяет покушение как «начало исполнения умышленного преступления, при котором исполняемое деяние не завершено или хотя и завершено, но не наступили предвиденные лицом общественно опасные последствия этого преступления».
УК Испании 1995 года предлагает такое определение покушения: «Покушением на преступление признаются действия лица, непосредственно направленные на совершение преступления и которые объективно должны были бы привести к определенному результату, однако данный результат не достигнут по причинам, не зависящим от воли лица» (ч. 1 ст. 16).

## Разграничение приготовления к преступлению и покушения
Покушение на преступление необходимо отличать от приготовления к преступлению. В континентальном праве приготовление отграничивается от покушения на основе характера обуславливающей зависимости между действиями виновного и преступным результатом. При приготовлении действия виновного являются лишь условием, но не причиной возможного преступного вреда, они не являются однозначно необходимыми и тем более достаточными для причинения вреда. Только с момента начала выполнения виновным действий, которые он считает необходимыми и достаточными для завершения преступления, для достижения преступного результата начинается развитие покушения на преступление. В англо-американском праве разграничение основывается на степени опасности совершаемых действий: достаточную опасность для признания наличия уголовно наказуемого покушения имеют те действия виновного, которые характеризуются относительной близостью к преступному результату, который сам по себе имеет высокую опасность.
Ввиду того, что во многих правовых системах приготовительные действия признаются ненаказуемыми, происходит расширение пределов того, что считается покушением на преступление. Например, по Примерному уголовному кодексу США, приобретение лицом огнестрельного оружия для совершения убийства считается «существенным шагом в направлении совершения преступления», то есть покушением на убийство, в то время как, например, по российскому уголовному праву такие действия считаются приготовительными.

## Классификация покушений
Покушения подразделяются на оконченные и неоконченные. Доминирующим критерием такого разграничения является представление субъекта о достаточности своих действий для наступления преступного результата. Оконченным признается покушение, при котором виновный убежден, что он сделал все необходимое для окончания преступления, однако преступный результат не наступил по независящим от него обстоятельствам. Оконченное покушение возможно лишь в преступлениях с материальным составом. Лицо при этом уверено в достаточности своих действий для наступления преступного результата.
Неоконченным является такое покушение, при котором виновный по не зависящим от него обстоятельствам не выполнил всех действий (бездействия), которые считал необходимыми для завершения преступления.
Некоторые учёные предлагают при таком разграничении руководствоваться объективными свойствами деяния: предлагается считать оконченным покушением лишь такое деяние, которое действительно было объективно достаточным для причинения вреда. Характер представлений самого виновного ими предлагается либо вовсе исключить из рассмотрения, либо рассматривать в качестве факультативного критерия.
Выделяют также негодное покушение, в котором причиной недоведения преступления до конца оказывается фактическая ошибка лица в объекте или средствах совершения преступления. При покушении на негодный (ненадлежащий) объект возможность причинения ему вреда исключается из-за особых качеств предмета преступления или потерпевшего или из-за отсутствия его в конкретном случае(например, вскрытие с целью совершения кражи сейфа, в котором нет денег; приобретение безвредного вещества, которое продавалось под видом наркотика и т. п.).
При покушении с негодными средствами лицо, не осознавая этого, использует такие предметы, которые не могут привести к достижению желаемого преступного результата (например, пытается совершить убийство с использованием ручной гранаты, не зная, что данная граната является учебной).
Негодное покушение влечет уголовную ответственность, кроме случаев использования из-за крайнего невежества средств, заведомо неспособных причинить желаемый результат.
В объективную сторону покушения входят не доведённые до логического завершения действия, непосредственно направленные на совершение преступления. С субъективной стороны покушение возможно лишь с прямым умыслом.

## Покушение на преступление в уголовном праве России
УК РФ признает покушением на преступление умышленные действия (бездействие) лица, непосредственно направленные на совершение преступления, если при этом преступление не было доведено до конца по не зависящим от этого лица обстоятельствам (ч. 3 ст. 30 УК).
Покушение отличается от приготовления стадией, на которой прерывается преступная деятельность: приготовление прерывается до начала исполнения объективной стороны состава преступления, покушение — в процессе исполнения состава до момента наступления общественно опасных последствий. Общественно опасные последствия при этом не наступают или наступают частично.
Уголовно-правовая квалификация покушения осуществляется со ссылкой на ч. 3 ст. 30 УК РФ.
Срок или размер наказания за покушение на преступление не может превышать 3/4 максимального срока или размера наказания за оконченное преступление. За покушение на преступление не назначается смертная казнь или пожизненное лишение свободы.